# يوهانس ناجيل
يوهانس ناجيل (مواليد 1 يونيو 1964) هو مبارز بالسيف نمساوي، مثّل بلاده في الألعاب الأولمبية الصيفية 1988.

## روابط رياضية
يوهانس ناجيل على موقع أوليمبيديا (الإنجليزية)